# Lilium japonicum
Lilium japonicum (jap. 笹百合, Sasayuri, dt. Bambusgras-Lilie) ist eine Art aus der Gattung der Lilien (Lilium) in der orientalischen Sektion innerhalb der Familie der Liliengewächse (Liliaceae).

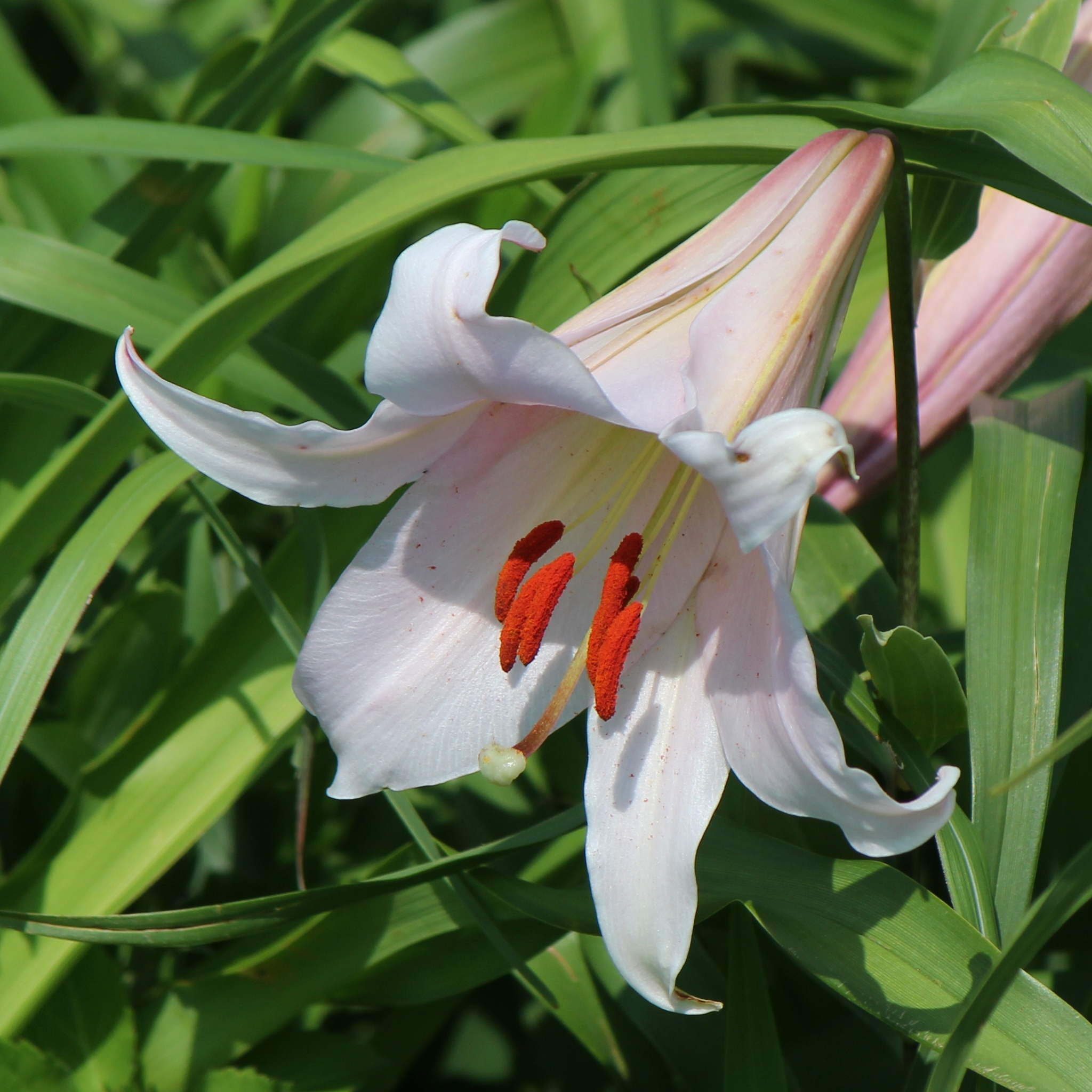
Blüte

## Beschreibung
Lilium japonicum erreicht eine Wuchshöhe von 30 cm bis 90 cm. Die Zwiebeln sind rundlich und erreichen einen Durchmesser von etwa 4 cm. Sie sind mit cremeweißen lanzettförmigen Schuppen überzogen. Der Stängel ist schlank, wie ein Bambusschössling, woher auch der japanische Name rührt. Die Laubblätter sind schmal-lanzettförmig mit rauem Rand und sind über den Stängel verteilt.
Die Pflanze blüht von Mai bis August mit bis zu drei horizontal stehenden, kurz trompetenförmigen Blüten. Die Farbe der Blüten ist dunkelrosa oder auch weiß. Die Antheren und Pollen sind rotbraun. Die Früchte sind Kapseln, die Samen keimen verzögert-hypogäisch.
Die Chromosomenzahl beträgt 2n = 36.

## Verbreitung
Lilium japonicum ist auf der Insel Honshū in Japan endemisch, vereinzelt auf Shikoku, insbesondere die Hyuga-Form auf Kyūshū und die Ishima-Form auf der Insel Ishima. Sie tritt dort in Höhenlagen von Meereshöhe bis 1050 Meter auf, in der Regel auf Ost- oder Nordhängen zwischen Bambus und Rhododendren.

## Taxonomie und Systematik
Lilium japonicum wurde 1784 durch Carl Peter Thunberg in Flora Japonica sistens plantas insularum japonicarum... Seite 133
erstbeschrieben. Gemeinsam mit einigen wenigen weiteren Arten aus Japan bildet sie die Sektion Archelirion der Gattung. Sie hybridisiert mit einigen dieser Arten (Lilium rubellum, Lilium auratum und Lilium speciosum).